# Chaetodon auripes
Chaetodon auripes är en fiskart som beskrevs av Jordan och Snyder, 1901. Chaetodon auripes ingår i släktet Chaetodon och familjen Chaetodontidae. IUCN kategoriserar arten globalt som livskraftig. Inga underarter finns listade i Catalogue of Life.